# Najas heteromorpha
Najas heteromorpha là một loài thực vật có hoa trong họ Hydrocharitaceae. Loài này được Griff. ex Voigt mô tả khoa học đầu tiên năm 1845.